# Wagenfeld
Wagenfeld là một đô thị thuộc the huyện Diepholz, bang Niedersachsen, Đức. Đô thị này có diện tích 117,35 km². Đô thị này có cự ly khoảng 15 km về phía đông của Diepholz, và 40 km về phía tây bắc của Minden.